# Lenguas de Kolopom
Las lenguas de Kolopom son una pequeña familia lingüística de las lenguas trans-neoguineanas en las clasificaciones de Stephen Wurm (1975) y Malcolm Ross (2005). Junto con las lenguas mombum, estas lenguas se hablan en la Isla de Yos Sudarso (isla de Kolopom).

## Clasificación
Existen tres lenguas Kolopom:
Kimaama (Kimaghana), Riantana, Ndom,
están cercanamente relacionadas.